# Суд над Мері Дуган
Суд над Мері Дуган (англ. The Trial of Mary Dugan) — американська драма режисера Байярда Вейллера 1929 року.

## Сюжет
Мері Дуган, бродвейська актриса, звинувачується у вбивстві її багатого коханця. Її адвокат, брат Мері Джиммі, хоче захистити свою сестру. Джиммі має нетрадиційний стиль, але він програє прокурору… поки несподіване показання свідка не змінює хід судового розгляду.

## У ролях
- Норма Ширер — Мері Елізабет Дуган
- Льюїс Стоун — Едвард Вест
- Х. Б. Ворнер — прокурор Голуей
- Реймонд Хекетт — Джиммі Дуган
- Ліліан Тешман — Дагмар Лорн
- Олів Телл — місіс Гертруда Райс
- Адріенна Д'Амбрікур — Мері Дюкрот
- Девітт Дженнінгс — інспектор Хант
- Вілфрід Норт — суддя Неш
- Лендерс Стівенс — доктор Велком
- Мері Доран — Полін Аггуерро
- Весткотт Кларк — капітан Прайс
- Чарльз Р. Мур — Джеймс Медісон
- Клод Аллістер — Генрі Джеймс Плейстед
- Міра Хемптон — Май Харріс